# Девід Саміла
Девід Саміла (англ. David Samila, нар. 1941, Вінніпег) — канадський художник-абстракціоніст українського походження.

## Біографія
Родом з Вінніпегу (Канада); учився в Вінніпезькій Школі Мистецтв і в Університетському Коледжі в Лондоні (Англія). Індивідуальні виставки в канадських університетах, учасник Виставки-Турне Національної галерії Канади, Сьомого Інтернаціонального дворічника в Токіо та ін.
Твори Саміли є у канадських публічних колекціях.